# У подножия горы
«У подножия горы» (таит. Fatata te Mouà, фр. Adossé à la montaghe) — картина французского художника Поля Гогена из собрания Государственного Эрмитажа, входящая в Таитянский цикл.
На картине изображено большое дерево с округлой раскидистой золотисто-зелёной кроной, слева от него четыре пальмы, справа в глубине виднеются хижины. Перед деревом по красной почве проходит дорога, слева в сторону ближнего края картины по дороге скачет всадник, справа в направлении хижин движется путник. За деревом видны кроны других деревьев и вверх уходит горный склон. Справа внизу в две строки расположено авторское название картины на таитянском языке, а также подпись художника и дата: Fatata te Mouà / P Gauguin 92.
Исследователь таитянского периода творчества Гогена Б. Даниельссон утверждал, что картина написана на южном берегу острова Таити и изображает местность возле деревни Матайеа, где Гоген жил с конца 1891 года до середины 1893 года.
Гоген неоднократно изображал большое дерево из центра картины. Впервые оно появилось на втором плане картины «В прежние времена» (музей Тиссена-Борнемисы), Также оно главенствует в композиции картины «Женщина на берегу реки» (музей Ван Гога); присутствует на заднем плане картин «Празднество Хины» (частная коллекция в США) и «Чудесный источник» (Эрмитаж). А. Г. Костеневич отмечает, что мотив большого дерева тесно связан с образом таитянской богини луны Хины. Кроме того, существует раскрашенная монотипия с очень близким изображением (пергаментная бумага, монотипия, цветной карандаш, белый мел; 26,4 × 17,7 см); само изображение строго зеркально по отношению к эрмитажной картине, как это бывает при использовании техники монотипии. Эта монотипия числится в собрании Департамента графики Лувра (инв. № RF 30256) и хранится в музее Орсе. В Лувре указывают на прямую связь монотипии с эрмитажной картиной, однако датируют её там 1894 годом.
Как следует из авторской подписи, картина была написана в 1892 году и вскоре была отправлена Гогеном в Европу. В 1893 году она была показана на персональной выставке художника в галерее Поля Дюран-Рюэля и в 1895 году была выставлена на распродаже картин Гогена в парижском аукционном доме «Друо», деньги с которой шли на финансирование новой поездки Гогена на Таити; Гоген в своём письме, посвящённом этой распродаже, упоминает цену картины — 400 франков. Затем она находилась на хранении у друга Гогена торговца картинами Жоржа Шоде. После смерти Шоде в 1899 году под названием «Пейзаж с красной землей. Маленький всадник» поступила в галерею Амбруаза Воллара. Однако Воллар назвал картину «Большое дерево».
29 апреля 1908 года эту картину за 8000 франков приобрёл московский промышленник и коллекционер И. А. Морозов. После Октябрьской революции собрание Морозова было национализировано, и с 1923 года картина находилась в Государственном музее нового западного искусства. В 1948 году, после упразднения ГМНЗИ, картина была передана в Государственный Эрмитаж. С конца 2014 года выставляется на четвёртом этаже здания Главного штаба, зал 412.
Название картины «Большое дерево» было неверным. Немалому числу своих картин Гоген давал названия на таитянском языке; название эрмитажной картины «Fatata te Mouà» так и переводится — «У подножия горы»; в каталоге распродажи 1895 года она указана с французским переводом «Fatata te Mouà (Adossé à la montagne)». Кроме того, годом ранее Гоген написал два полотна с таитянским названием «Te raau fahi», что переводится как «Большое дерево». Одна из этих картин находится в собрании Чикагского института искусств, другая — в частном собрании в США. Несмотря на это эрмитажная картина долгое время значилась под ошибочным названием и лишь в 1957 году, во избежание путаницы, авторское название было восстановлено.
Насчёт изображённых персонажей есть несколько версий. Д. Свитмен считал, что обе фигуры изображают соседа Гогена юношу Жотефу (Иотефу), которого Гоген неоднократно писал. Однако А. Г. Костеневич, соглашаясь, что в виде всадника мог быть изображён Жотефа, отвергал версию, что он же изображён в виде пешего путника, и предположил, что здесь Гоген изобразил самого себя.
Главный научный сотрудник отдела западноевропейского искусства Эрмитажа доктор искусствоведения А. Г. Костеневич назвал картину одним из наиболее выразительных пейзажей Гогена и писал:

Изображение всадника, куда-то проносящегося по красной пустоши мимо могучих деревьев, вносит в картину пусть негромкую, но романтическую ноту. <…> Неприметные с первого взгляда всадник и одинокий путник позволяют выразить масштаб величественной природы, но одновременно предполагают некий сюжет, обозначенный лишь намёком.

- Манговое дерево (монотипия). 
Лувр / Орсе
- В прежние времена. 
Музей Тиссена-Борнемисы
- Женщина на берегу реки. 
Музей Ван Гога
- Празднество Хины. 
Частная коллекция
- Чудесный источник. 
Эрмитаж